# Vila Prel
Vila Prell é um bairro de São Paulo, localizado no distrito de Capão Redondo e próximo aos distritos de Campo Limpo, e Jardim São Luís. Tem como principal via a Estrada de Itapecerica e a avenida Carlos Caldeira filho. Tem como pontos de referência o Shopping Campo Limpo, Associação Atlética Banco do Brasil e o Hospital Municipal de Campo Limpo. Sua população é bem diversificada sendo de todas as classes e religiões.
A origem do nome do bairro deve-se a família Prell que era proprietária da fazenda que ocupava a região.
Na verdade a origem do nome se deve à fabrica de lajes pré-fabricadas que se chamava PREL, sigla de Prática, Resistente, Econômica e Leve. O loteamento que deu origem a Vila, pertencia à fabrica de lajes, que se situava às margens do corrego do S, aonde hoje está situado o posto Caldeirão e o Sacolão.
Nos anos 60 poucas ruas eram asfaltadas e havia ampla área verde nos entornos. Os morros à volta não eram habitados por construção irregular e o córrego ao fim da vila era limpo.